# Karstorpagölen (Näsby socken, Småland)
Karstorpagölen är en sjö i Vetlanda kommun i Småland och ingår i Emåns huvudavrinningsområde. Sjöns area är 0,0123 kvadratkilometer och den är belägen 198 meter över havet.